# Chorisoneura levallonia
Chorisoneura levallonia är en kackerlacksart som beskrevs av Rocha e Silva och Guilherme A.M.Lopes 1977. Chorisoneura levallonia ingår i släktet Chorisoneura och familjen småkackerlackor. Inga underarter finns listade i Catalogue of Life.